# 索恩河畔赖
索恩河畔赖（法語：Ray-sur-Saône，法語發音：[ʁɛ syʁ son]）是法国上索恩省的一个市镇，属于沃苏勒区。

## 地理
索恩河畔赖（47°35'10"N, 5°49'38"E）面积7.88 平方千米，位于法国勃艮第-弗朗什-孔泰大區上索恩省，该省份为法国东部内陆省份，北起顺时针与孚日省、贝尔福地区省、杜省、汝拉省、科多尔省和上马恩省接壤。
与索恩河畔赖接壤的市镇（或旧市镇、城区）包括：特莱、苏万-屈布里-沙朗特奈、坦塞和蓬特勒博、瓦讷、韦莱克松-克特雷和沃代。

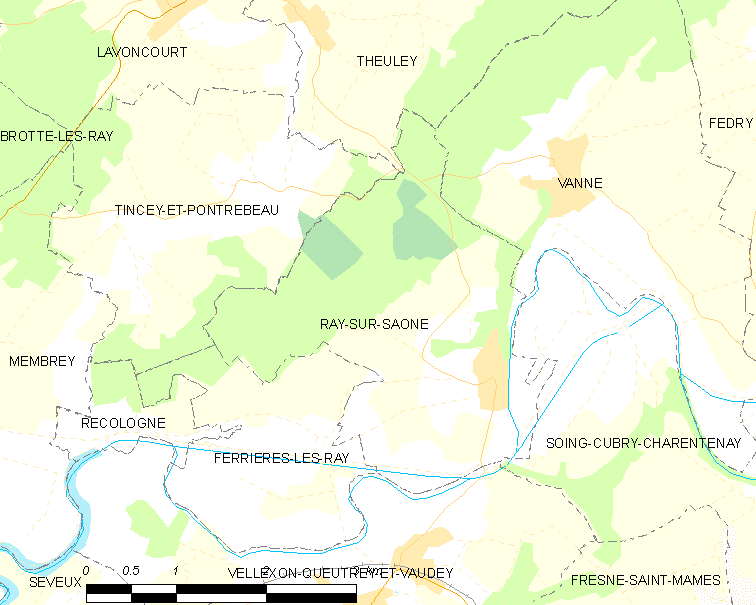
索恩河畔赖的OSM定位图

索恩河畔赖的时区为UTC+01:00、UTC+02:00（夏令时）。

## 行政
索恩河畔赖的邮政编码为70130，INSEE市镇编码为70438。

## 政治
索恩河畔赖所属的省级选区为萨隆河畔当皮埃尔县。

## 人口

1962-2008年间索恩河畔赖人口变化图示

索恩河畔赖于2022年1月1日时的人口数量为211人。